# ويكيبيديا السنسكريتية
ويكيبيديا السنسكريتية (بالسنسكريتية: संस्कृत विकिपीडिया)‏ هي النسخة السنسكريتية من موسوعة ويكيبيديا انطلقت في ديسمبر 2003، وفي 22 مارس 2025 وصل عدد مقالاتها إلى 12٬275، وبعدد 42٬541 عضو مسجل و445 ملف مرفوع و3 إداريين.